# Семенова Наталія Володимирівна
Наталія Володимирівна Семенова (18 лютого 1953, Київ) — українська вчена-кібернетик, доктор фізико-математичних наук, професор, лауреатка Державної премії України в галузі науки і техніки.

## Життєпис
У 1970 році із золотою медаллю закінчила Київську середню школу № 6, після чого поступила на факультет кібернетики Київського державного університету імені Т. Г. Шевченка, який закінчила 1975 року. Відразу після закінчення університету почала працювати в Інституті кібернетики АН УРСР, спочатку на посаді інженера, з 1980 року — молодшого наукового співробітника, з 1986 — наукового співробітника, з 1997 — старшого наукового співробітника. З 2011 року — на посаді провідного наукового співробітника відділу методів дискретної оптимізації, математичного моделювання та аналізу складних систем № 135 Інституту кібернетики імені В. М. Глушкова НАН України. Паралельно там же з 1980 до 1984 навчалася в аспірантурі, а з 2007 до 2010 в докторантурі.
У 1984 році здобула науковий ступінь кандидата фізико-математичних наук, захистивши дисертацію «Розробка і дослідження деяких декомпозиційних методів розв'язання задач повністю та частково цілочислового програмування». Науковий ступінь доктора фізико-математичних наук отримала у 2010 році, захистивши під керівництвом академіка НАН України Івана Васильовича Сергієнка дисертацію на тему «Векторні задачі дискретної оптимізації: коректність та методи розв'язання» за спеціальністю теоретичні основи інформатики та кібернетики.

## Наукова діяльність
Галузі наукових інтересів: теорія рішень, багатокритеріальна оптимізація, теорія та методи дискретної оптимізації, в тому числі за умов невизначеності й керованості даними, аналіз коректності векторних дискретних оптимізаційних задач, дослідження некоректних, невласних задач дискретної оптимізації з векторним критерієм, необхідні і достатні умови стійкості векторних дискретних задач.
Розробила та виконала низку наукових проєктів та грантів від Уряду України та Міжнародного Наукового Фонду, Національної академії наук України, Міністерства освіти і науки, молоді та спорту України).
Автор понад 120 наукових праць та монографії.

## Педагогічна діяльність
З 2004 р. Наталія Семенова викладає в Київському національному університеті імені Тараса Шевченка та Українському державному університеті фінансів та міжнародної торгівлі (професор кафедри інтелектуальних інформаційних технологій). Здійснює наукове керівництво аспірантами. Вона є членом спеціалізованих вчених рад із захисту дисертацій: (2009—2012 рр.) — зі спеціальності 01.05.02 — математичне моделювання та обчислювальні методи при Харківському національному університеті радіоелектроніки, з 2013 р. — зі спеціальності 01.05.01 — теоретичні основи інформатики та кібернетики при Дніпропетровському національному університеті імені Олеся Гончара.

## Нагороди

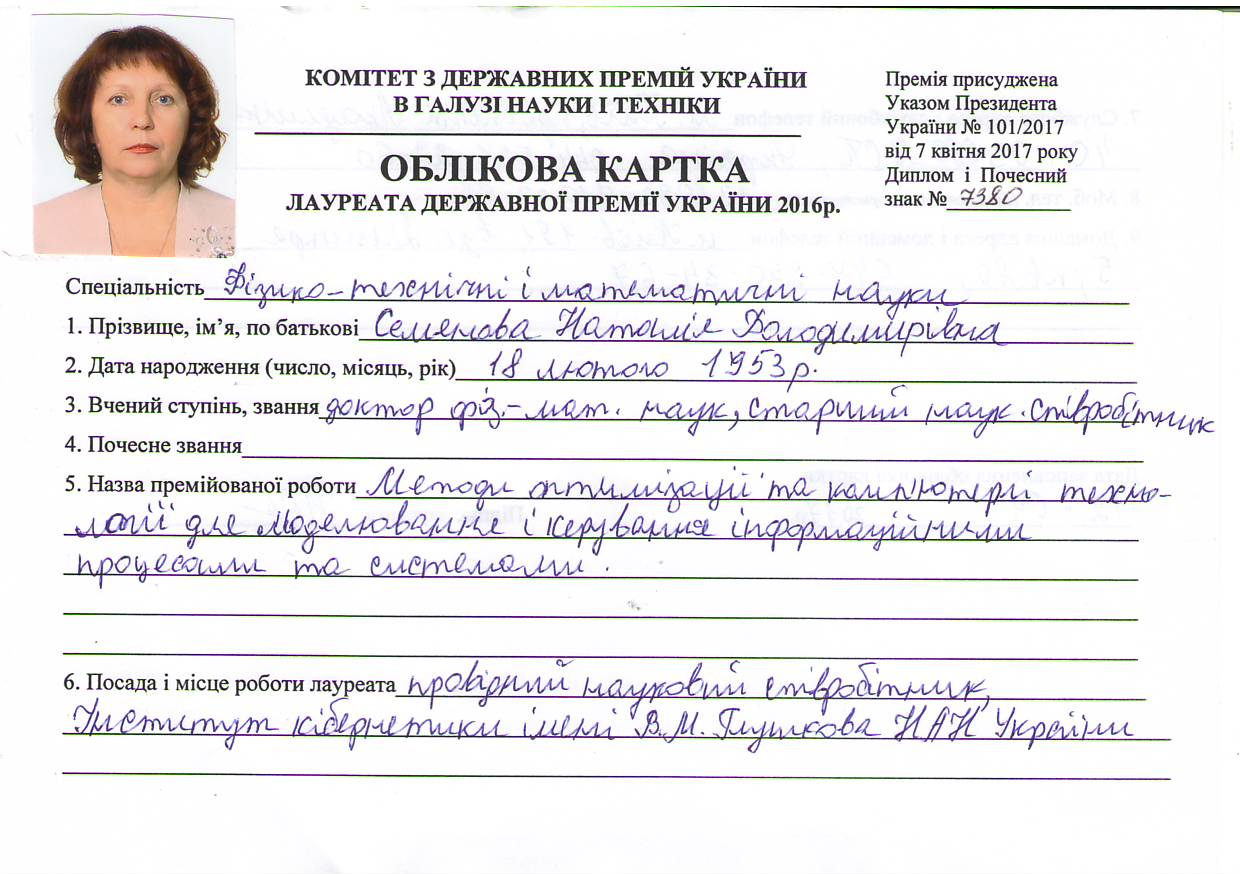
Облікова картка Лауреата Державної премії України Семенової Наталії Володимирівни

Нагороджена двома бронзовими медалями ВДНГ СРСР (1981, 1986) та Почесною грамотою Київського національного університету (2008).
- Державна премія УРСР в галузі науки і техніки (2016) — за роботу «Методи оптимізації та комп'ютерні технології для моделювання і керування інформаційними процесами та системами» (спільно з Кісельовою Оленою Михайлівною, Стецюком Петром Івановичем, Кулясом Анатолієм Івановичем, Лебєдєвою Тетяною Тарасівною, Касьяновим Павлом Олеговичем, Бідюком Петром Івановичем і Краком Юрієм Васильовичем)[1].

## Основні праці
- Векторні задачі дискретної оптимізації на комбінаторних множинах: методи дослідження та розв'язання / Н. В. Семенова, Л. М. Колєчкіна. — Київ: Наук. думка, 2009. — 266 с.
- Методы поиска гарантирующих и оптимистических решений задач целочисленной оптимизации в условиях неопределенности данных / Н. В. Семенова // Кибернетика и систем. анализ. — 2007. — № 1. — С. 103—114. (рос.)
- Семенова Н. В. Условия оптимальности в векторных задачах комбинаторной оптимизации / Н. В. Семенова // Теория оптимальных решений. — Киев: Ин-т кибернетики имени В. М. Глушкова НАН Украины, 2008. — № 7. — С. 152—160. (рос.)
- Semenova N. V. Solution and Investigation of Vector Problems of Combinatorial Optimization on a Set of a Polypermutations / Semenova N. V., Kolechkina L. N., Nagornaya A. N. // Journal of Automation and Information Sciences. — 2008, Issue 40. — № 12. — P. 27 — 42. (рос.)
- Семенова Н. В. Многокритериальные задачи оптимизации на нечетко заданном комбинаторном множестве альтернатив / Н. В. Семенова, Л. Н. Колечкина, А. Н. Нагорная // Кибернетика и систем. анализ. — 2011. — № 2. — С. 88–99. (рос.)
- Лебедева Т. Т., Семенова Н. В., Сергиенко Т. И. Исследование устойчивости векторных задач дискретной оптимизации с различными принципами оптимальности // Доповіді НАН України. — 2012. — № 11. — C. 34–39.